# Jonas Solberg Andersen
Jonas Solberg Andersen (født 8. marts 1981) er en tidligere norsk ishockey-spiller, har spillet 27 internationale kampe i verdensmesterskabet og OL og hentede 476 point til moderklubben Sparta Warriors i den norske eliteserie. Han blev topscorer og pointkonge i UPC-ligaen i 2007 og var Spartas største norske profil i et årti.

## Eksterne links
- Jonas Solberg Andersens profil på Olympics.com (engelsk)
- Jonas Solberg Andersens profil på Olympic.org (arkiveret) (engelsk)
- Jonas Solberg Andersens profil på Sports-Reference OL-resultater (arkiveret) (engelsk)
- Jonas Solberg Andersens profil på Olympedia (engelsk)
- Jonas Solberg Andersens profil på Eurohockey.com (engelsk)
- Jonas Solberg Andersens profil på Eliteprospects.com (engelsk)